# Schloss Adelstetten (Ainring)

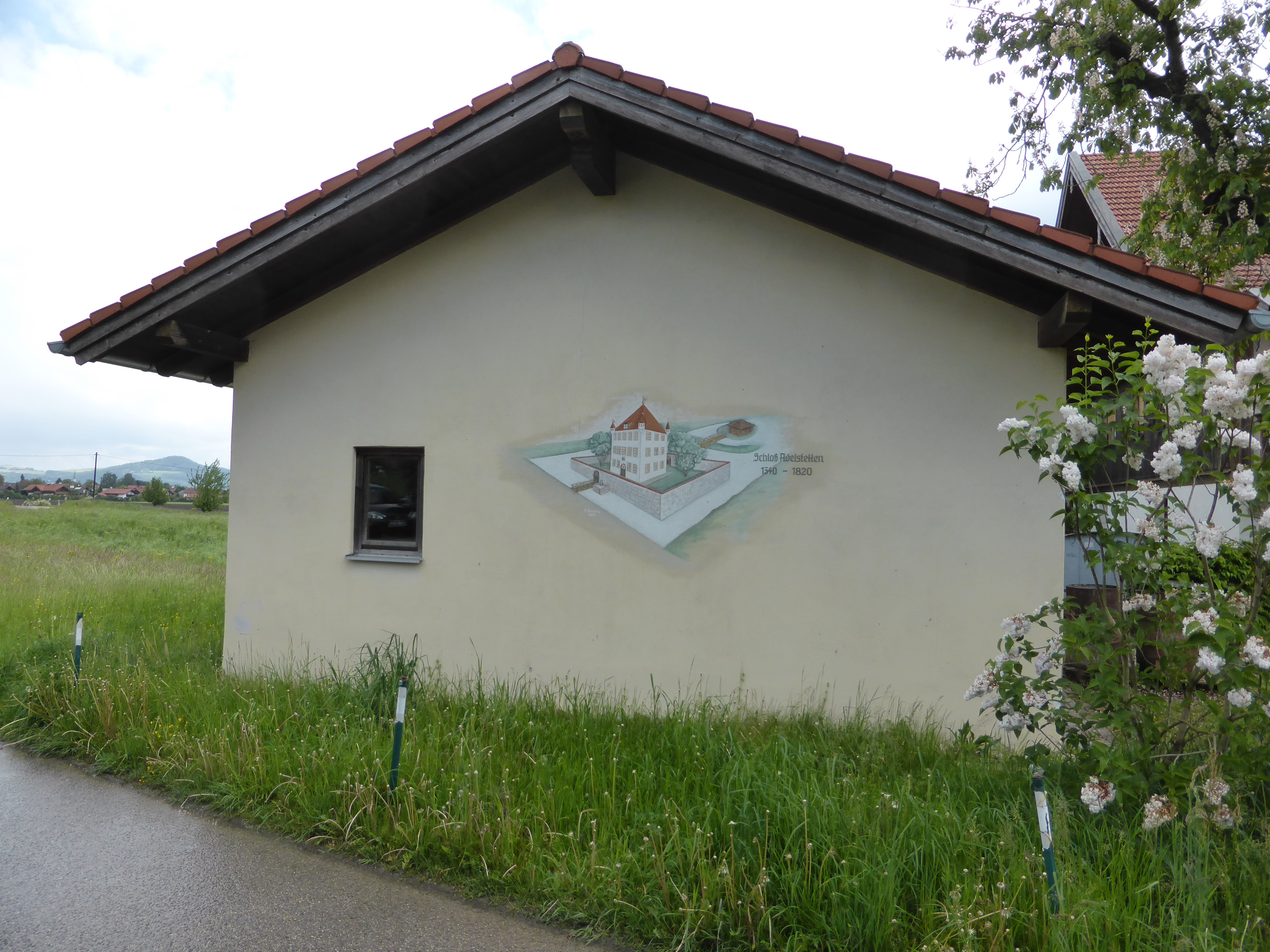
Bild des abgegangenen Schlosses Adelstetten

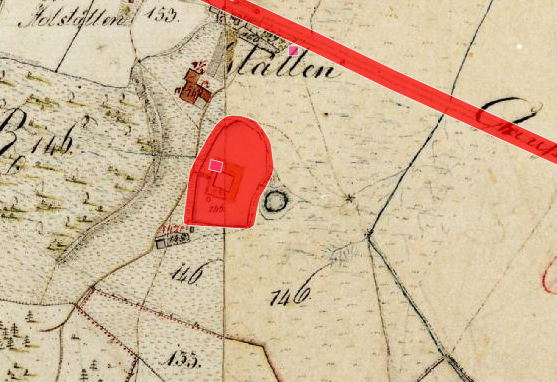
Lageplan von Schloss Adelstetten auf dem Urkataster von Bayern

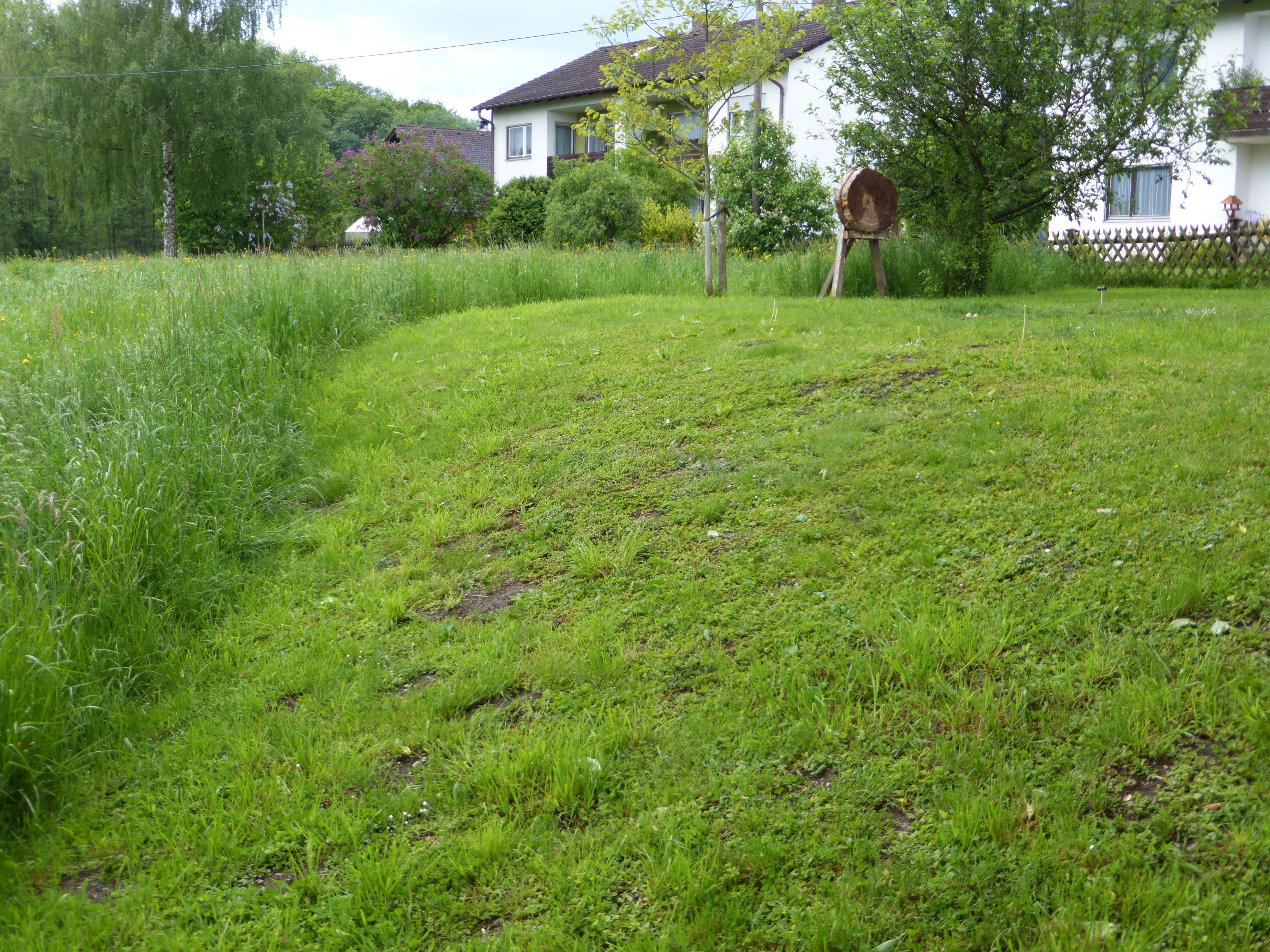
Lagestelle des abgegangenen Schlosses Adelstetten

Das abgegangene Schloss Adelstetten war eine Niederungsburg im Gemeindeteil Adelstetten von Ainring südlich der Straße nach Teisendorf im Landkreis Berchtesgadener Land in Bayern (Haus Nr. 5).

## Geschichte
Die Geschichte des Adelsgutes Adelstätten reicht bis in das 15. Jahrhundert zurück. Der erste Besitzer war Hartmann von Wolkersdorf. Diesem hatte der Salzburger Erzbischof Sigismund I. 1458 im Tauschweg das Schloss Adelstätten überlassen. Danach ging das Adelsgut in den Besitz der Herren von Nußdorf über. 1499 verkaufte dann Wolfgang von Nußdorf, Erbmarschall des Erzstiftes Salzburg, das Gut dem Abt Virgil II. von Kloster Sankt Peter. 1509 brannte das Gebäude völlig ab. Es wurde unter Abt Wolfgang wieder neu aufgebaut und noch im selben Jahr gegen den Hof Rüdersdorf bei Waging am See an Clemens Trauner, Pfleger von Raschenberg, vertauscht.
Die Burg wurde dann für 153 Jahre zum Stammsitz der Trauner. Zu nennen ist dabei Burkhart Trauner zu Adlstätten, der hier 1523 einen Familienzweig begründet und der das Prädikat zu Adlstätten nach dem erworbenen Gut führte. Diesem Familienzweig ist auch Ignaz von Trauner (* 1638 auf Schloss Adelstetten bei Salzburg; † 21. Oktober 1694 in Regensburg) zuzurechnen, der 1691–1694 Abt von St. Emmeram in Regensburg war. Nach dem Tode des Clemens Trauner erbten sein Sohn Burkhard Trauner und seine Frau Margaret, geborene von Haunsperg, den Besitz in Adelstetten. Am 17. Februar 1599 erhielten Burkhart und seine Nachfahren vom Erzbischof Michael von Kuenburg vorzügliche Freiheiten und Begnadigungen zu dem Edelsitz Adelstetten. Nach dem Burkhard erbte sein Sohn Georg († 1602), hochfürstlicher Rat und Kämmerer, Adelstetten. Georg Trauner hat 1598 den neben dem Schloss stehenden Meierhof neu erbaut. Sodann folgte dessen Sohn Wilhelm im Besitz nach. Der letzte dieser Linie war Dionys Dietrich Trauner, der verkaufte das Schloss um 1667 am Johann Joachim Weckherlin, der ebenfalls die Hofmarkfreiheiten von dem Erzbischof Guidobald von Thun und Hohenstein erhielt und sich danach Weckherlin von Adlstetten nannte. Er ließ das Schloss mit großem Aufwand wieder instand setzen. Davon zeugt eine Bautafel, die im Hof Eschelberg eingemauert ist, mit folgender Inschrift:

„Dies ganz ruiniert geweste Gebäu ist wieder umben erhebt worden durch den Woll Edlgebornen Herrn J. Joachim von Adelstötter, Hochfürstlicher Salzburger Kammer Rath, im 1667 igsten Jahr.“

Danach folgte Johann Martin Weckerlin († 1731), ebenfalls hochfürstlicher Rat, Truchseß und Pfleger zu Raschberg, als letzter seiner Familie. Danach ging das Schloss in den Besitz der Universalerbin M. Anna Catharina von May und dann an deren Erben von Griming über. Weitere Besitzer sind dann Johann Josef Kleudi von Griming, Niederrain und Adelstetten († 1791). Dann folgten seine Söhne im Besitz nach. Als letzter Gutsbesitzer von Adelstetten wird Anton Freiherr von Griming († 1818) genannt. Unter den Grimings verfiel das Schloss zusehends, die dazugehörenden Besitzungen wurden verkauft. 1821 wurde das Schloss gänzlich abgebrochen.

## Schloss Adelstetten einst und jetzt
Das Schloss soll vier Ecktürme gehabt haben und von einer Mauer umgeben gewesen sein. Schloss und Schlossmauer lagen angeblich inmitten eines Weihers. Der Zugang erfolgte über eine hölzerne Brücke.
Vor dem Haus Nr. 11a in Adelstetten ist noch eine knapp ein Meter hohe Kante zu erkennen, welche das Fundament des ehemaligen Schlosses bildete. Dieser Rest ist 20 Meter breit und auf der Südseite 10 Meter lang. Der jetzt verschilfte Weiher soll ein kleiner Rest des einstigen Schlossweihers sein.
Das Schloss Adelstetten wird als Bodendenkmal, „Burgstall des späten Mittelalters und der frühen Neuzeit ("Schloss Adelstetten")“, geführt.